# Episodi di Naruto: Shippuden (seconda stagione)
La Saga della riunione tanto attesa (遥かなる再会?, Harukanaru saikai) costituisce la seconda stagione della serie televisiva anime Naruto: Shippuden ed è composta dagli episodi che vanno dal 33 al 53. La regia è di Hayato Date ed è prodotta da TV Tokyo e Studio Pierrot. Gli episodi sono adattati dalla seconda parte del manga di Masashi Kishimoto Naruto. La trama di questa stagione è incentrata sul ricongiungimento di Naruto Uzumaki e Sasuke Uchiha.
La seconda stagione è stata trasmessa in Giappone dall'8 novembre 2007 al 3 aprile 2008 su TV Tokyo. In Italia è andata in onda su Italia 1 dal 20 febbraio 2009 al 15 settembre 2009 ed è stata ritrasmessa integralmente dal 1º al 12 gennaio 2015 su Italia 2.
La sigla di apertura adottata per la stagione è Distance dei Long Shot Party (episodi 33-53), mentre le sigle di chiusura sono Kimi monogatari (キミモノガタリ?) dei Little by Little (episodi 33-41) e Mezamero! Yasei (目覚めろ!野性?) di Matchy e Question? (episodi 42-53).

## Lista episodi
| Nº | Titolo italiano Giapponese 「Kanji」 - Rōmaji | In onda          | In onda           |
| Nº | Titolo italiano Giapponese 「Kanji」 - Rōmaji | Giapponese       | Italiano          |
| 33 | Un nuovo bersaglio 「新たなる目標」 - Aratanaru tāgetto | 8 novembre 2007  | 20 febbraio 2009  |
| 33 | Il Team Kakashi e il Team Gai ritornano a Konoha. Mentre Kakashi viene portato in ospedale, Sakura racconta a Tsunade quello che Sasori le ha raccontato prima di morire. Quattro giorni sono già trascorsi e adesso Naruto e Sakura, con sei giorni rimanenti per arrivare al ponte Tenchi, si preparano a organizzare un nuovo team per andare all'incontro. Naruto si precipita in giro per Konoha con lo scopo di trovare qualcuno adatto a unirsi nel suo team, così, incontra molti dei suoi vecchi amici e chiede loro di unirsi a lui nella nuova squadra. Proprio nel momento in cui Choji accetta la proposta, Shikamaru, Choji e Naruto vengono attaccati da Sai, desideroso di testare le abilità di Naruto. |                  |                   |
| 34 | Nuova formazione 「結成! 新カカシ班」 - Kessei! Shin Kakashi Han | 15 novembre 2007 | 23 febbraio 2009  |
| 34 | Naruto, Choji e Shikamaru cercano di catturare Sai, ma quest'ultimo riesce a fuggire. Homura Mitokado e Koharu Utatane, preoccupati che la Volpe a Nove Code di Naruto possa cadere nelle mani di Alba, contestano l'idea di Tsunade di inviare Naruto in missioni al di fuori del villaggio intimandole di limitare il suo raggio d'azione. Tsunade rifiuta la proposta e promette che proteggerà Konoha con la sua stessa vita se Naruto venisse catturato a causa sua. Tuttavia, per permettere a Naruto di uscire, è costretta a scendere a un compromesso con Danzo accettando di aggiungere Sai al Team Kakashi; Tsunade affida la conduzione del team ad un membro dell'unità ANBU, Yamato, a cui viene anche richiesto di controllare Sai. Infine, Naruto e Sakura incontrano i due nuovi membri della loro squadra.                                    |                  |                   |
| 35 | Un'aggiunta indesiderata 「画蛇添足」 - Gadatensoku | 22 novembre 2007 | 25 febbraio 2009  |
| 35 | Yamato spiega che la loro missione è di catturare una spia di Orochimaru. Sai spiega a Naruto che ha combattuto contro di lui solo per cercare di capire quanto fosse forte, dopodiché fa irritare sia Naruto sia Sakura insultandoli. Il Team Kakashi incomincia i preparativi per partire. Sai riceve una busta contenente informazioni su una missione segreta affidatagli da Danzo; viene rivelato anche il motto della Radice. Nel frattempo, Sakura racconta a Tsunade del comportamento strano di Sai, ma Danzo interrompe la loro conversazione per chiedere a Tsunade se ha selezionato un ninja degno di essere a capo di Sai. Jiraiya, Tsunade e Kakashi si riuniscono per spiegare a Yamato la situazione in cui, attualmente, si trova Naruto riguardo alla Volpe a Nove Code. Il Team Kakashi esce poco dopo dal villaggio per la nuova missione. |                  |                   |
| 36 | Falsi sorrisi 「偽りの笑顔」 - Itsuwari no egao | 29 novembre 2007 | 27 febbraio 2009  |
| 36 | Naruto, Sakura, Sai e Yamato partono da Konoha per catturare la spia infiltrata da Alba nel covo di Orochimaru. Iniziano i primi litigi fra Naruto, Sakura e il nuovo compagno: Sai insulta sia Naruto sia Sasuke scatenando l'ira dei componenti della squadra. A quel punto, Yamato decide di far riposare tutti alle terme per aiutarli a migliorare il loro lavoro di squadra, ma la faccenda si rivela più complessa del previsto. |                  |                   |
| 37 | Strategie 「無題」 - Mudai | 29 novembre 2007 | 2 marzo 2009      |
| 37 | Sakura osserva Sai disegnare e si accorge che possiede un vero talento artistico. Parlando con lui, la ragazza scopre anche che il ninja non ha mai dato un titolo alle sue opere. Naruto e Sakura iniziano a comprendere il motivo per cui Sai possiede un carattere così particolare. La squadra si rimette in cammino. Yamato è molto cauto circa eventuali trappole poste sul percorso e, per questo motivo, decide di lasciare la strada principale e attraversare la foresta. Accampandosi per la notte, Yamato crea una casa di legno utilizzando l'Arte del legno. All'interno, il team si riunisce per riflettere sulle differenti tattiche da utilizzare durante la cattura della spia. |                  |                   |
| 38 | Simulazione 「模擬戦闘訓練」 - Shimyurēshon | 6 dicembre 2007  | 4 marzo 2009      |
| 38 | Il Team Kakashi esegue una simulazione della cattura della spia (interpretata per l'occasione da Yamato). Sai, pur di catturare il "nemico", non esita a mettere in difficoltà Naruto lasciandolo bloccato da un serpente da lui creato. Il ninja si dedica all'inseguimento e alla cattura della finta spia. Terminata la prova, Sai spiega a Sakura che, per lui, è più importante preoccuparsi del compimento della missione che dei compagni di squadra. Egli è anche curioso di conoscere il motivo per cui Naruto voglia salvare a tutti i costi Sasuke. Sakura gli spiega che Sasuke è come un fratello per Naruto. Sai risponde che suo fratello è morto e che da tempo non è in grado di provare emozioni. Il giorno seguente, il Team raggiunge il ponte.                                                                                             |                  |                   |
| 39 | Il ponte Tenchi 「天地橋」 - Tenchikyō | 13 dicembre 2007 | 6 marzo 2009      |
| 39 | Dopo che Sai si è accertato che non ci sia nessuno intorno al ponte, Yamato si trasforma in Sasori (sotto forma di Hiruko) e si reca all'incontro. Arrivata la spia, che si rivela essere Kabuto, Yamato inizia una conversazione aspettando il momento giusto per catturarlo. Quando quest'ultimo sta per agire, appare Orochimaru che lo smaschera e Kabuto rivela di non essere più sotto il comando di Sasori, ma che ha sempre seguito di sua volontà Orochimaru. A Yamato non rimane altra scelta che far intervenire Naruto, Sakura e Sai, rimasti nascosti. |                  |                   |
| 40 | La Volpe si libera 「九尾解放」 - Kyūbi kaihō | 20 dicembre 2007 | 9 marzo 2009      |
| 40 | Naruto, provocato da Orochimaru e da Kabuto, inizia a far fuoriuscire il chakra della Volpe. Dopo che la prima coda si è completamente formata, Naruto colpisce Orochimaru scaraventandolo nella foresta. Una volta ripreso, Orochimaru riconosce in Yamato la persona su cui aveva effettuato esperimenti tempo prima e nella quale risiede parte del DNA del Primo Hokage. Sempre più infuriato, Naruto sviluppa altre due code. |                  |                   |
| 41 | Missione segreta 「極秘任務」 - Gokuhi ninmu | 20 dicembre 2007 | 11 marzo 2009     |
| 41 | Kabuto tenta di colpire Naruto, ma viene sbalzato all'indietro colpendo in pieno Sakura che sviene e rischia di cadere dal ponte. Nel frattempo, Sai disegna un uccello e vola verso i due combattenti, non ascoltando gli ordini di Yamato che gli imponevano di salvare Sakura. Yamato recupera la ragazza in extremis. A causa di un violento colpo di Naruto, Orochimaru rigenera il proprio corpo affermando, inoltre, che Sasuke resta il più forte nonostante Naruto abbia il chakra della Volpe. Naruto, allora, si infuria e genera la quarta coda trasformandosi completamente. Yamato, dopo avere soccorso Sakura, invia una copia di legno a seguire il combattimento. |                  |                   |
| 42 | Orochimaru contro la forza portante 「大蛇丸VS人柱力」 - Orochimaru tai jinchūriki | 10 gennaio 2008  | 13 marzo 2009     |
| 42 | Continua lo scontro fra Orochimaru e Naruto. Con un colpo, Naruto taglia in due parti Orochimaru, ma quest'ultimo riesce a ricomporre il proprio corpo. Riappare Kabuto al quale Sakura rivela che Sasori è morto e il modo in cui sono venuti a conoscenza del loro appuntamento presso il ponte Tenchi. Nel frattempo, Naruto accumula una grande quantità di chakra che poi ingerisce per scagliare un colpo di incredibile potenza dal quale Orochimaru si difende evocando tre cancelli Rashoumon davanti a sé. I cancelli vengono, comunque, distrutti dal colpo, ma Orochimaru riesce ugualmente a colpire Naruto con la sua spada Kusanagi. |                  |                   |
| 43 | Le lacrime di Sakura 「サクラの涙」 - Sakura no namida | 17 gennaio 2008  | 16 marzo 2009     |
| 43 | Naruto viene scaraventato dall'altra parte del ponte, ma non riporta nessun danno. Sakura rimane spaventata alla vista di Naruto in quello stato e, ripensando a quando le promise di salvare Sasuke, gli corre incontro pregandolo di smettere, ma Naruto la colpisce. Stranamente, Kabuto cura la ferita della ragazza confessando che li considera come alleati per l'eliminazione di Alba. Yamato riesce a fermare Naruto tramite una tecnica del Primo Hokage. Nel frattempo, Sai si avvicina a Orochimaru e gli dice di non essere suo nemico e che ha un messaggio per lui da parte di Danzo, ma Orochimaru lo colpisce. |                  |                   |
| 44 | I dettagli dello scontro 「戦いの顛末」 - Tatakai no tenmatsu | 24 gennaio 2008  | 18 marzo 2009     |
| 44 | Yamato riesce a sopprimere il chakra della Volpe e Sakura cura Naruto. Nel frattempo, Sai convince Orochimaru e Kabuto a fidarsi di lui e se ne vanno via tutti e tre. La copia di Yamato avverte quest'ultimo e poi li insegue. Naruto, Sakura e Yamato raggiungono il luogo del precedente scontro con Orochimaru e trovano gli oggetti di Sai per terra. Yamato ipotizza che Sai stia svolgendo una missione segreta e che Danzo abbia intenzione di far cadere il Villaggio della Foglia. |                  |                   |
| 45 | Tradimento 「裏切りの果て」 - Uragiri no hate | 31 gennaio 2008  | 20 marzo 2009     |
| 45 | Naruto, Sakura e Yamato partono all'inseguimento di Sai. Kabuto piazza una trappola per tentare di depistare la copia di Yamato. Quest'ultima, però, si accorge dell'inganno e avverte il gruppo che si era fermato per permettere a Sakura di riposarsi e di curare le ferite inferte dal chakra della Volpe. Durante la sosta, Yamato prende in disparte Naruto e gli confessa che è stato lui a ferirla. |                  |                   |
| 46 | La pagina incompleta 「未完の頁」 - Mikan no pēji | 7 febbraio 2008  | 23 marzo 2009     |
| 46 | Naruto viene convinto da Yamato a non affidarsi più al chakra della Volpe se vuole salvare i suoi amici, ma di contare solo sulle proprie forze. Intanto Sakura guarda nel libro di Sai, cadutogli in precedenza, e nota che non è ancora finito. I tre capiscono anche che parla dello stesso Sai e di suo fratello. Nel frattempo, Orochimaru, Kabuto e Sai, inseguiti dalla copia di Yamato, raggiungono il nascondiglio dove incontrano Sasuke Uchiha. |                  |                   |
| 47 | Il nido della serpe velenosa 「潜入! 毒蛇の巣窟」 - Sennyū! Dokuja no ajito | 14 febbraio 2008 | 25 marzo 2009     |
| 47 | Sasuke si dimostra subito ostile nei confronti di Sai. Nel frattempo, Naruto, Sakura e Yamato hanno raggiunto il nascondiglio di Orochimaru. Prima di entrare, il capitano fa mangiare ai due dei semi speciali che gli permettono di localizzare i componenti della squadra qualora fosse necessario. Alle terme, Yamato aveva introdotto due semi dello stesso tipo nel corpo di Sai. Una volta entrati nel nascondiglio, Yamato localizza subito Sai e si dirige da lui che, in quel momento, è rinchiuso in una stanza dove, però, sta arrivando anche Kabuto. |                  |                   |
| 48 | Legami 「つながり」 - Tsunagari | 28 febbraio 2008 | 27 marzo 2009     |
| 48 | Naruto, Sakura e Yamato raggiungono Sai e lo fanno confessare: egli aveva il compito di avvicinare Orochimaru e convincerlo a partecipare al progetto di Danzo (ovvero distruggere il Villaggio della Foglia). Sai rivela, inoltre, che la Radice avrebbe provveduto all'eliminazione del Sannin. Sakura gli restituisce il libro affermando che il legame di Sai con quell'oggetto lascia intendere che il ragazzo non ha perso completamente le sue emozioni. I tre bloccano Sai e lo conducono all'esterno. |                  |                   |
| 49 | Incontri importanti 「大切なモノ」 - Taisetsu na mono | 6 marzo 2008     | 30 marzo 2009     |
| 49 | Naruto, Sakura e Yamato vengono attaccati da Kabuto che libera Sai. Quest'ultimo, a sua volta, blocca Kabuto e afferma di avere cambiato idea circa la conduzione della missione affidatagli da Danzo. Il ninja vuole capire in cosa consiste il legame fra Naruto e Sasuke. Kabuto rivela che il rifugio è pieno di trappole e di stanze e, in una di queste, c'è Sasuke. I quattro, allora, si dividono in due squadre e iniziano la ricerca. |                  |                   |
| 50 | La storia dell'album 「絵本が語る物語」 - Ehon ga kataru sutōrī | 13 marzo 2008    | 1º aprile 2009    |
| 50 | Grazie a Naruto, Sai ricorda cosa doveva disegnare nella pagina mancante. Nel momento in cui Sai finisce di disegnare, appare Orochimaru che ingaggia un breve scontro con Naruto, ma, all'arrivo di Sakura e Yamato, decide di lasciarli in vita per seguire Sai che, nel frattempo, è andato a cercare Sasuke. Il capitano Yamato trova la lista della Radice contenente i bersagli da eliminare, così capisce che l'obiettivo di Sai è quello di eliminare Sasuke. |                  |                   |
| 51 | Riunione 「再会」 - Saikai | 20 marzo 2008    | 3 aprile 2009     |
| 51 | I tre scoprono che il vero obiettivo di Sai consiste nell'assassinio di Sasuke. Sai trova Sasuke e, dopo avergli detto che ha intenzione di riportarlo al villaggio, prova a catturarlo, ma quest'ultimo si libera provocando un'esplosione. Il rumore attira Yamato, Naruto e Sakura che rivedono il loro amico dopo tre anni. |                  |                   |
| 52 | Il potere degli Uchiha 「うちはの力」 - Uchiha no chikara | 20 marzo 2008    | 6 aprile 2009     |
| 52 | Sasuke si dimostra subito ostile nei confronti dei suoi vecchi compagni di squadra e ingaggia un breve combattimento durante il quale riesce a vedere la Volpe a Nove Code all'interno di Naruto grazie al suo Sharingan. Il demone commenta che gli occhi di Sasuke sono più diabolici di quelli di Madara Uchiha e che mostrano una notevole potenza. |                  |                   |
| 53 | Si riparte 「題名」 - Taitoru | 3 aprile 2008    | 15 settembre 2009 |
| 53 | Sasuke rivela di essere disposto a tutto pur di vendicarsi, anche a sacrificarsi a Orochimaru più volte. Ormai seccato, tenta di utilizzare una nuova tecnica per sconfiggere il team di Naruto, ma viene fermato da Orochimaru e Kabuto che vedono nella Foglia un alleato per la lotta contro Alba e così i tre se ne vanno lasciando Naruto deluso. Una volta tornati al villaggio, Yamato mette al corrente Tsunade dei piani di Danzo e Sai chiede a quest'ultimo di poter rimanere nel Team Kakashi. |                  |                   |

## DVD

### Giappone
Gli episodi della seconda stagione di Naruto: Shippuden sono stati distribuiti in Giappone anche tramite DVD, quattro o cinque per disco, dal 2 aprile al 6 agosto 2008. Per la seconda e la terza stagione è stato anche distribuito un dvd riassuntivo delle stagioni nominato The Brave Stories II "Aratanaru nakama Sai" ed è stato pubblicato il 22 aprile 2015.
| Volume | Episodi | Data di pubblicazione | Extra |
| ------ | ------- | --------------------- | ----- |
| 1      | 33–36   | 2 aprile 2008         | —     |
| 2      | 37–40   | 9 maggio 2008         | —     |
| 3      | 41–44   | 4 giugno 2008         | —     |
| 4      | 45–48   | 2 luglio 2008         | —     |
| 5      | 49–53   | 6 agosto 2008         | —     |

| Volume | Episodi | Data di pubblicazione | Extra                |
| ------ | ------- | --------------------- | -------------------- |
| 1      | 33–71   | 22 aprile 2015        | Booklet di 16 pagine |